# Gamgadhi
Gamgadhi (indicata anche come Shree Nagar) è un centro abitato del Nepal ed è capoluogo del distretto di Mugu (Provincia di Karnali Pradesh).
Fino alla riforma amministrativa del 2015 (attuata nel 2017) era un comitato per lo sviluppo dei villaggi (VDC), nel 2017 è stato unito con i VDC di Shrinagar, Karkibada, Pina, parte di quello di Rara, Rowa e Ruga per costituire la municipalitò di Chhayanath Rara di cui è sede amministrativa. 
La città si trova a circa 2.000 m slm a poca distanza dal Lago di Rara e dal relativo parco nazionale.